# Барон Уолпол
Барон Уолпол из Уолпола в графстве Норфолк — наследственный титул в системе Пэрства Великобритании.

## История

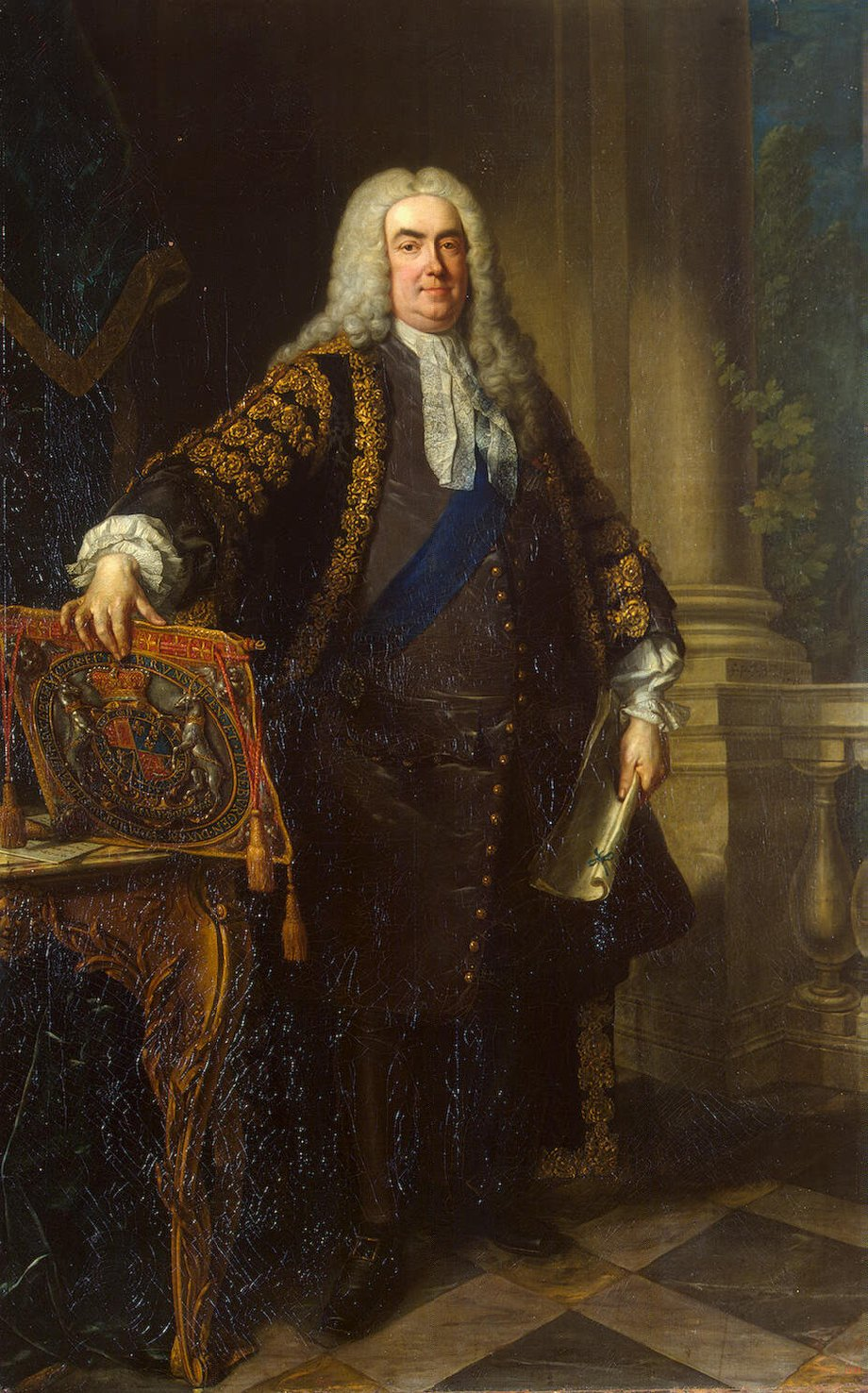
Роберт Уолпол, 1-й барон Уолпол, 1-й граф Орфорд

С 1797 года держатели титула также носят титул барона Уолпола из Уолтертона. Прежние владельцы также носили титул барона Уолпола из Хогтона в графстве Норфолк, виконта Уолпола и графа Орфорда (вторая креация 1742—1797, третья креация 1806—1931 годы. Джордж Уолпол, 3-й граф Орфорд и 2-й барон Уолпол (1730—1791), также носил титул барона Клинтона с 1781 по 1791 год.

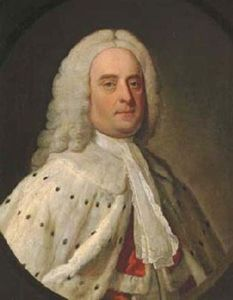
Роберт Уолпол, 2-й граф Орфорд

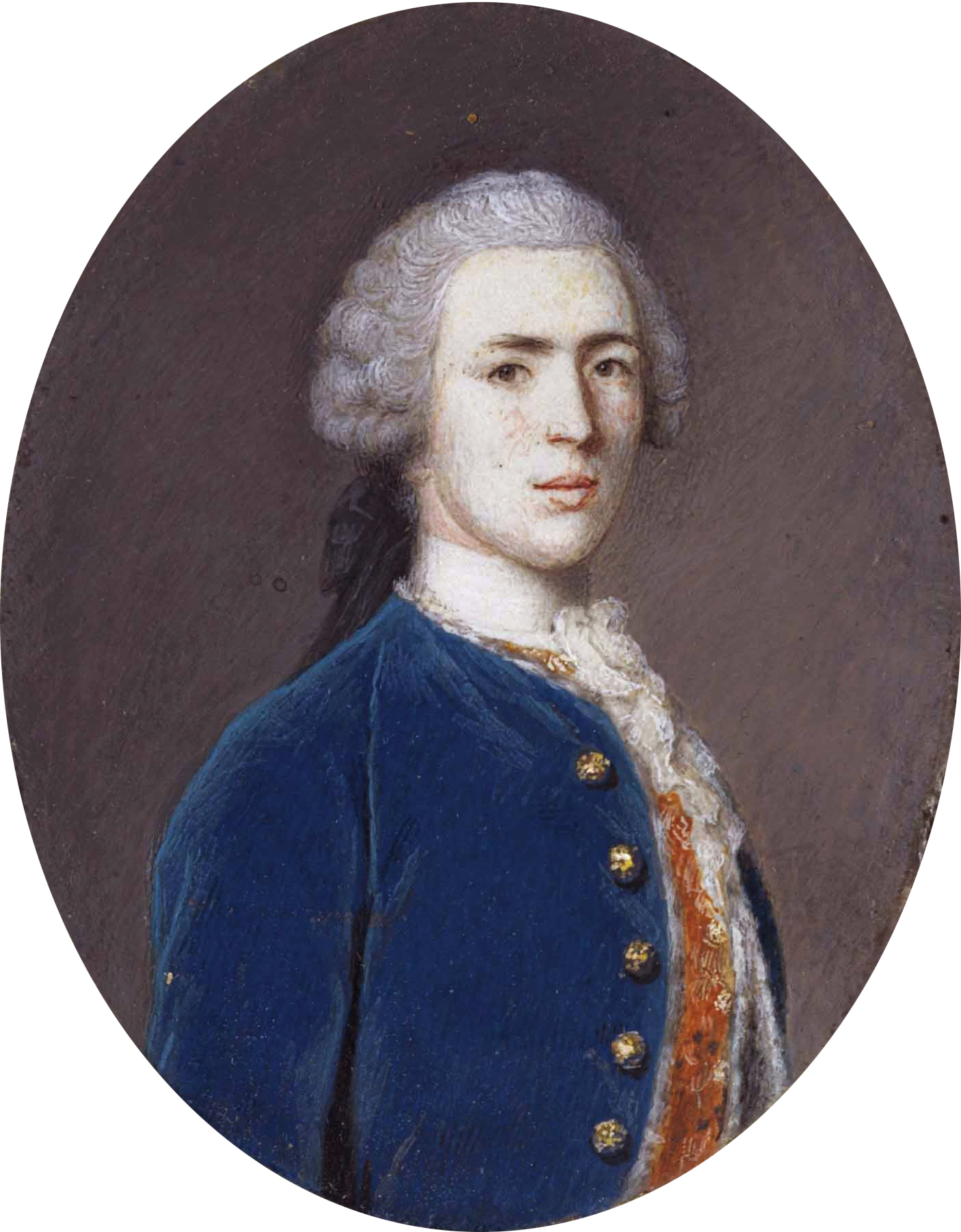
Джордж Уолпол, 3-й граф Орфорд, 1751 год

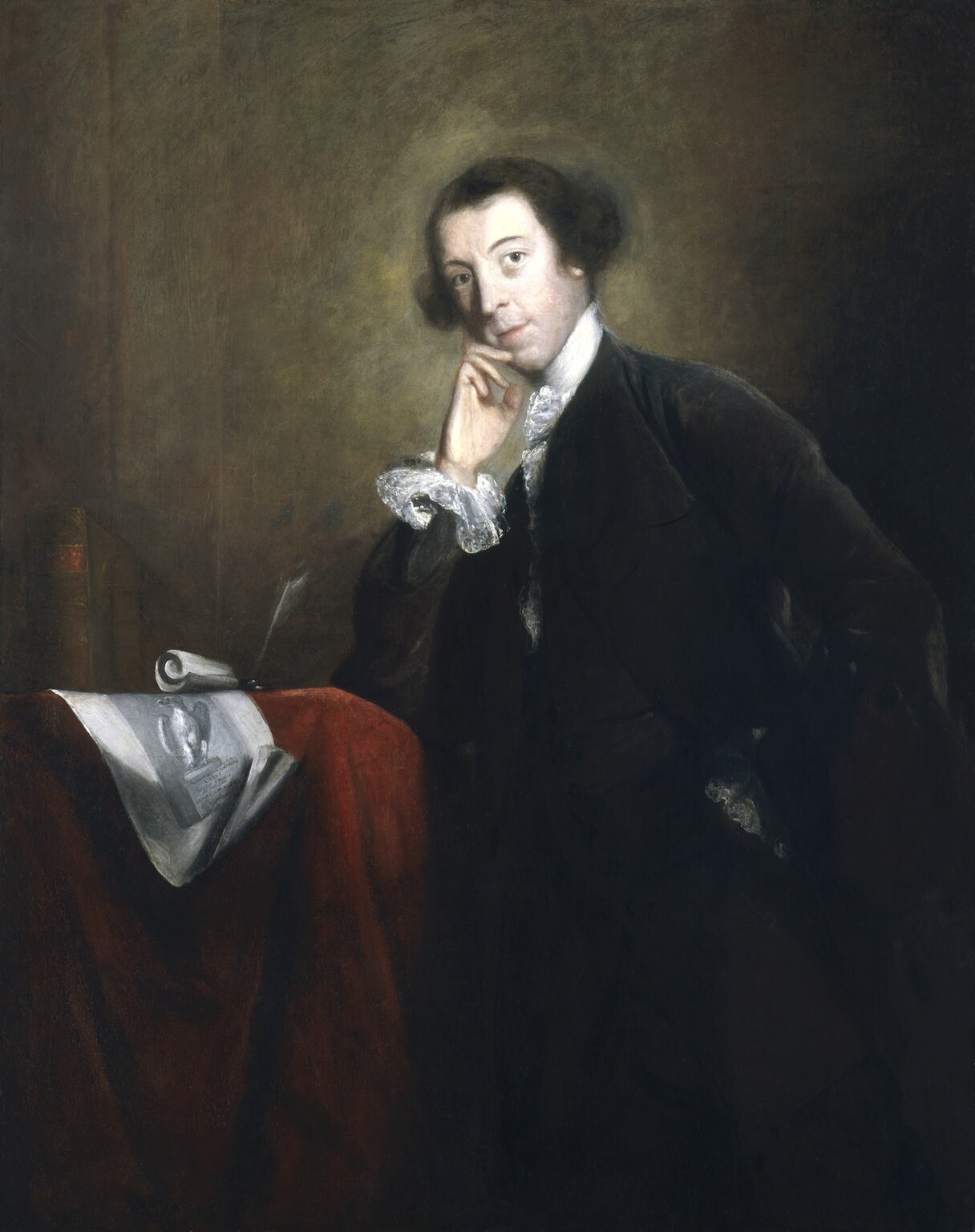
Хорас Уолпол, 4-й граф Орфорд

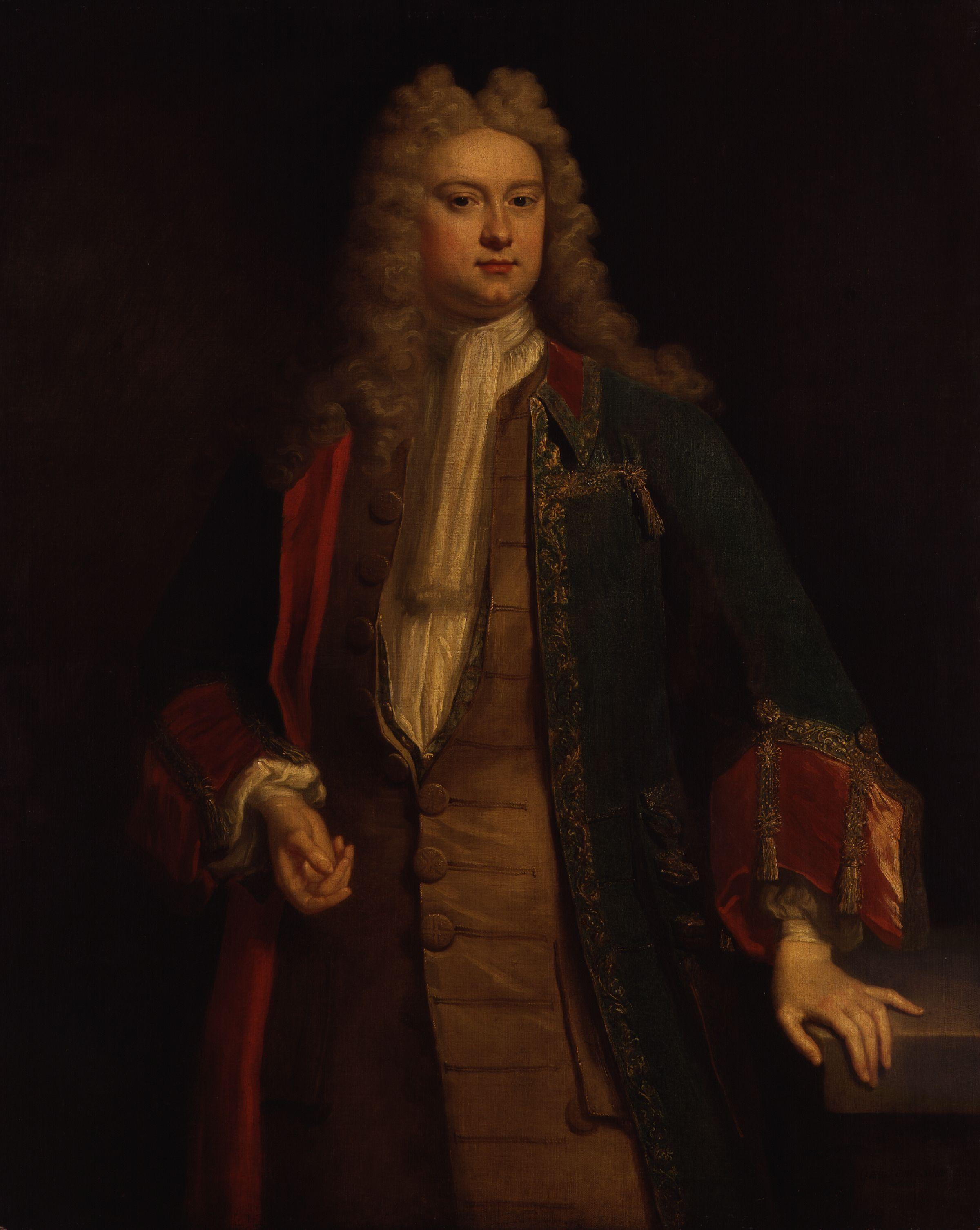
Горацио Уолпол, 1-й барон Уолпол (1678—1757)

Титул барона Уолпола из Уолпола в графстве Норфолк (Пэрство Великобритании) был создан 1 июня 1723 года для Роберта Уолпола (1676—1745), де-факто первого премьер-министра Великобритания (1721—1742). Он заседал в Палате общин от Касл Ризинга (1701—1702) и Кингс Линна (1702—1712, 1713—1742), занимал должности министра по военным делам (1708—1710), казначея флота (1710—1711), казначея вооруженных сил (1714—1715, 1720—1721), канцлера казначейства (1715—1717, 1721—1742), первого лорда казначейства (1715—1717, 1721—1742) и лидера Палаты общин (1721—1742). После выхода на пенсию Сэра Роберта Уолпола из Палаты общин 6 февраля 1742 года для него были созданы титулы барона Уолпола из Хогтона, виконта Уолпола и графа Орфорда.

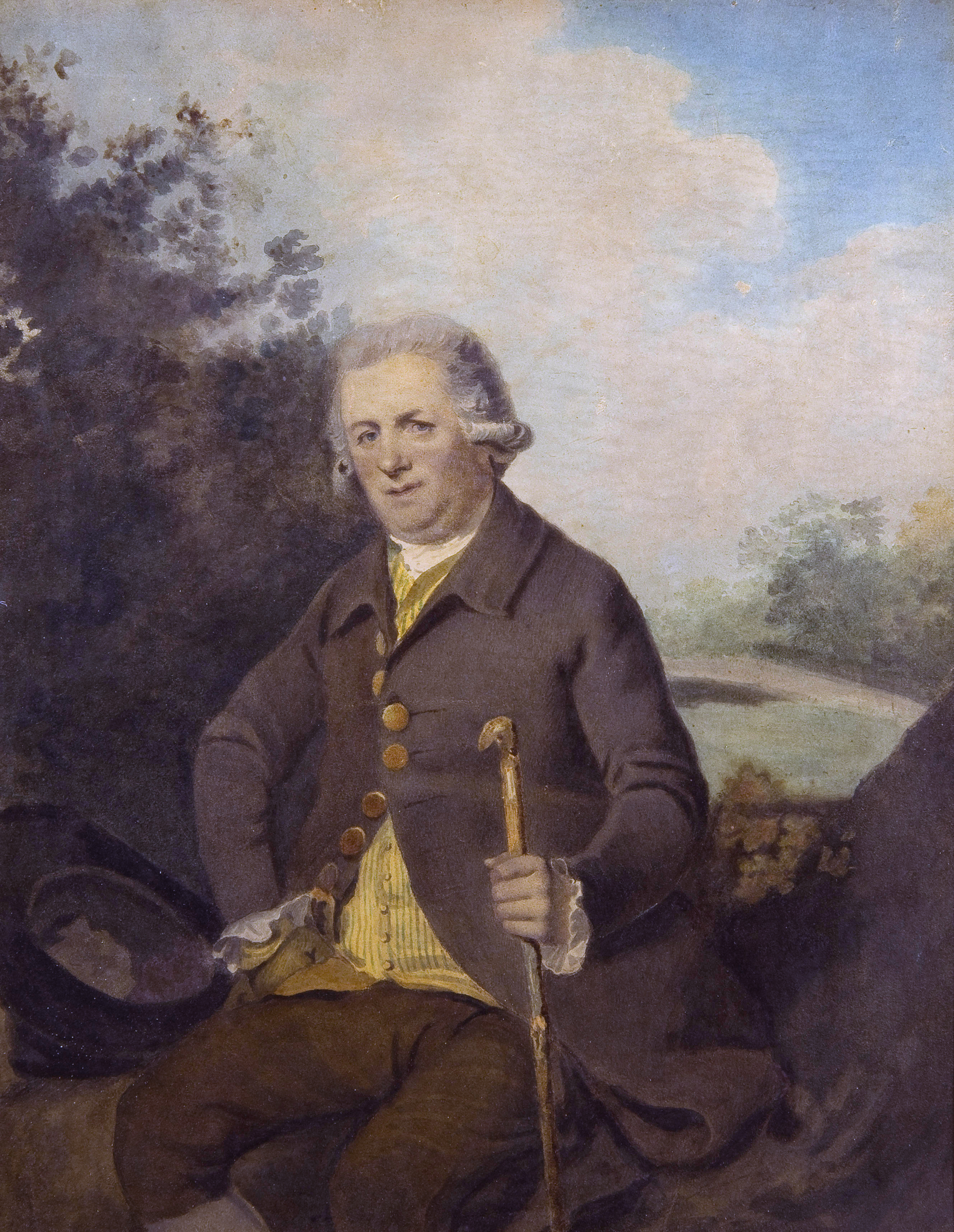
Горацио Уолпол, 1-й граф Орфорд (1723—1809)

В 1745 году после смерти 1-го лорда Уолпола ему наследовал его старший сын, Роберт Уолпол, 2-й граф Орфорд и 2-й граф Уолпол (1701—1751). Он занимал должности аудитора казначейства (1739—1751) и лорда-лейтенанта Девона (1733—1751). В 1724 году Роберт Уолпол женился на Маргарет Ролле (1709—1781), дочери Сэмюэла Ролле (1646—1719), сына Роберта Ролле (ум. 1663) и Арабеллы Клинтон, дочери 4-го графа Линкольна. В 1760 году Маргарет Ролле получила титул 15-й баронессы Клинтон. Преемником 2-го графа Орфорда стал его старший сын, Джордж Уолпол, 3-й граф Орфорд (1730—1791), который был лордом-лейтенантом Норфолка (1757—1791). В 1781 году после смерти своей матери он также унаследовал титул 16-го барона Клинтона. После смерти бездетного 3-го лорда Орфорда баронтство Клинтон оказалось в состоянии ожидания, а другие титулы унаследовал его дядя, Хорас Уолпол, 4-й граф Орфорд (1717—1797), английский политик и писатель, основатель жанра готического романа. Он заседал в Палате общин от Каллингтона (1741—1754), Касл Ризинга (1754—1757) и Кингс Линна (1757—1768). После смерти бездетного Хораса Уолпола в 1797 году титулы графа Орфорда и барона Уолпола из Хогтона угасли, а титул барона Уолпола из Уолпола унаследовал его кузен, Горацио Уолпол, 2-й барон Уолпол (1723—1809).
Титул барона Уолпола из Уолтертона в Пэрстве Великобритании был создан 4 июня 1756 года для политика и дипломата Горацио Уолпола (1678—1757). Он был младшим братом премьер-министра Роберта Уолпола, 1-го графа Орфорда. Горацио Уолпол заседал в Палате общин от Лостуитиела (1710), Касл Ризинга (1710—1713), Бер Олстона (1715—1717), Восточного Лоо (1718—1722), Грейт Ярмута (1722—1734) и Нориджа (1734—1756), занимал должности младшего секретаря казначейства (1715—1717, 1721—1730), главного секретаря Ирландии (1720—1721), придворного казначея (1730—1741), кассира казначейства (1741—1757), посла Великобритании во Франции (1724—1730) и Нидерландах (1734—1739). Ему наследовал его старший сын, Горацио Уолпол, 2-й барон Уолпол (1723—1809). Ранее он представлял в Палате общин Кингс Линн (1747—1757). В 1806 году для него был создан титул графа Орфорда. Его преемником стал его старший сын, Горацио Уолпол, 2-й граф Орфорд (1752—1822), который ранее заседал в парламенте от Уигана (1780—1784) и Кингс Линна (1784—1800, 1801—1809). Старший сын и преемник последнего, Горацио Уолпол, 3-й граф Орфорд (1783—1858), представлял Кингс Линн в парламенте (1809—1822). Ему наследовал его старший сын и тёзка, Горацио Уолпол, 4-й граф Орфорд (1813—1894), депутат Палаты общин от Восточного Норфолка (1835—1837). В 1931 году после смерти его племянника, Роберта Хораса Уолпола, 5-го графа Орфорда (1854—1931), титул графа Орфорда прервался.
Титулы барона Уолпола из Уолпола и барона Уолпола из Уолтертона унаследовал дальний родственник покойного, Роберт Генри Монтгомери Уолпол, 9-й барон Уолпол, 7-й барон Уолпол (1913—1989). Он был потомком достопочтенного Томаса Уолпола, второго сына 1-го барона Уолпола из Уолтертона. По состоянию на 2024 год носителем титула является Джонатан Роберт Хью Уолпол, 11-й барон Уолпол, 9-й барон Уолпол, который был сыном Роберта Горацио Уолпола, 10-го барона Уолпола, 8-го барона Уолпола (1938—2021), который являлся одним из девяноста избранных наследственных пэров, которые остались в Палате лордов после принятия Акта Палаты лордов 1999 года, где занимал место на скамейке независимых депутатов.

## Графы Орфорд (1742) и бароны Уолпол (1723)
- 1723—1745: Роберт Уолпол, 1-й граф Орфорд (26 августа 1676 — 18 марта 1745), третий сын полковника Роберта Уолпола (1650—1700), с 1742 года — граф Орфорд[1];
- 1745—1751: Роберт Уолпол, 2-й граф Орфорд, 1-й барон Уолпол (1701 — 31 марта 1751), старший сын предыдущего[2];
- 1751—1791: Джордж Уолпол, 3-й граф Орфорд, 2-й барон Уолпол (2 апреля 1730 — 5 декабря 1791), единственный сын предыдущего[3];
- 1791—1797: Хорас Уолпол, 4-й граф Орфорд, 3-й барон Уолпол (5 октября 1717 — 2 марта 1797), младший сын 1-го графа Орфорда, дядя предыдущего[4].

## Бароны Уолпол из Уолтертона (1756)
- 1756—1757: Горацио Уолпол, 1-й барон Уолпол (8 декабря 1678 — 5 февраля 1757), пятый сын полковника Роберта Уолпола (1650—1700)[5];
- 1757—1809: Горацио Уолпол, 2-й барон Уолпол (12 июня 1723 — 24 февраля 1809), старший сын предыдущего, барон Уолпол из Улпола с 1797 года, графа Орфорд с 1806 года[6].

## Графы Орфорд (1806)
- 1806—1809: Горацио Уолпол, 1-й граф Орфорд, 4-й барон Уолпол, 2-й барон Уолпол (12 июня 1723 — 24 февраля 1809), старший сын Горацио Уолпола, 1-го барона из Уолтертона (1678—1757)[6];
- 1809—1822: Горацио Уолпол, 2-й граф Орфорд, 5-й барон Уолпол, 3-й барон Уолпол (24 июня 1752 — 15 июня 1822), старший сын предыдущего[7];
- 1822—1858: Горацио Уолпол, 3-й граф Орфорд, 6-й барон Уолпол, 4-й барон Уолпол (14 июня 1783 — 29 декабря 1858), старший сын предыдущего[8];
- 1858—1894: Горацио Уильям Уолпол, 4-й граф Орфорд, 7-й барон Уолпол, 5-й барон Уолпол (18 апреля 1813 — 7 декабря 1894), старший сын предыдущего[9];
- 1894—1931: Роберт Уолпол, 5-й граф Орфорд, 8-й барон Уолпол, 6-й барон Уолпол (10 июля 1854 — 27 сентября 1931), старший сын коммандера достопочтенного Фредерика Уолпола (1822—1876), младшего сына Горацио Уолпола, 3-го графа Орфорда[10].

## Барон Уолпол (1723) и барон Уолпол (1756), продолжение
- 1931—1989: Роберт Генри Монтгомери Уолпол, 9-й барон Уолпол, 7-й барон Уолпол (25 апреля 1913—1989), единственный сын Горацио Спенсера Уолпола (1881—1918), внук Генри Спенсера Уолпола (1837—1913), правнук преподобного Томаса Уолпола (1805—1881), правнука Горацио Уолпола, 1-го барона Уолпола из Уолтертона[11];
- 1989—2021: Роберт Горацио Уолпол, 10-й барон Уолпол, 8-й барон Уолпол (8 декабря 1938 — 8 мая 2021), старший сын предыдущего[12];
- 2021 — настоящее время: Джонатан Роберт Хью Уолпол, 11-й барон Уолпол, 9-й барон Уолпол (род. 16 ноября 1967), старший сын предыдущего[13];
  - Наследник титула: достопочтенный Бенедикт Томас Орфорд Уолпол (род. 1969), младший брат предыдущего;
    - Наследник наследника: Томас Уолпол (род. 2003), старший сын предыдущего.